# 푸트노크구

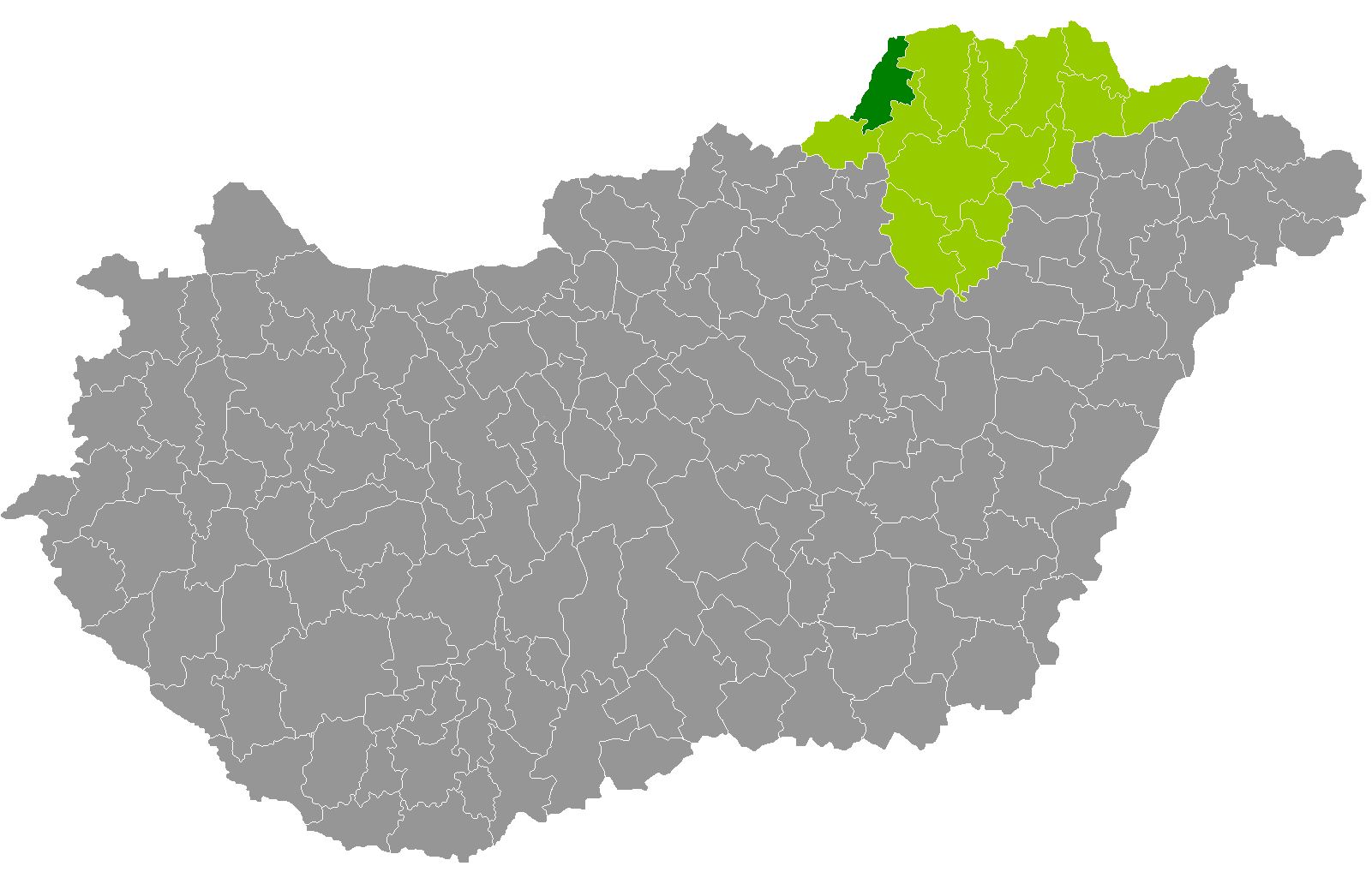
보르쇼드어버우이젬플렌주 지도에 표시된 푸트노크구의 위치

푸트노크구(헝가리어: Putnoki járás)는 헝가리 보르쇼드어버우이젬플렌주에 위치한 구로 구청 소재지는 푸트노크이며 면적은 391.25km2, 인구는 19,290명(2011년 기준), 인구 밀도는 49명/km2이다.
동쪽으로는 에델레니구, 커진츠버르치커구, 남쪽으로는 오즈드구와 접하며 북서쪽으로는 슬로바키아와 국경을 접한다. 26개 지방 자치체(1개 시, 25개 마을)를 관할한다.

구 문장